# Orientación (arquitectura)

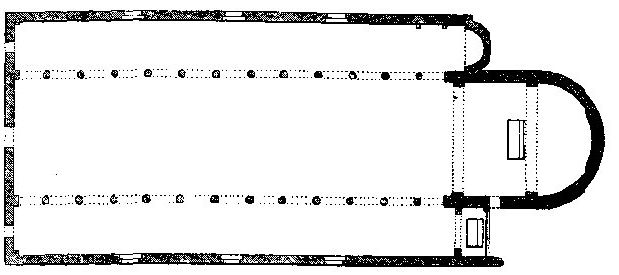
Planta de San Apolinar in Classe, Rávena.

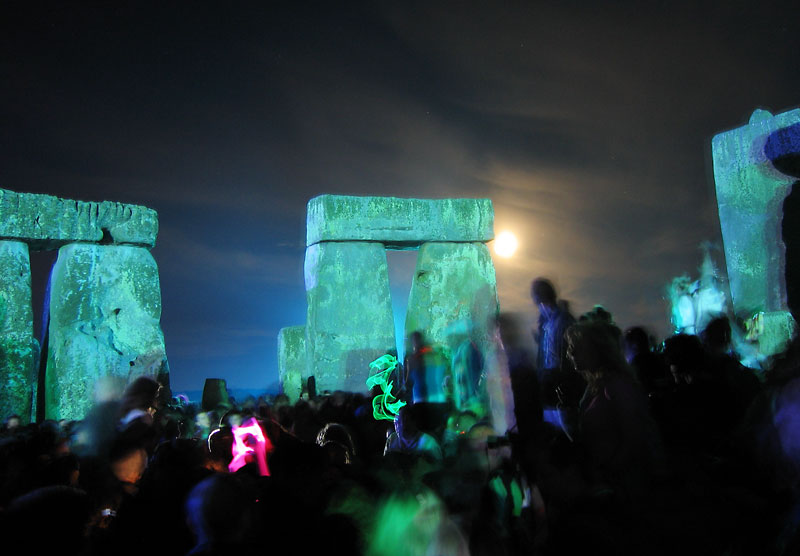
Stonehenge.

Orientación, en arquitectura, es la disposición de la planta de los edificios con criterios astronómicos. Es muy importante para la iluminación y ha sido objeto de consideración a lo largo de la historia en distintas culturas por cuestiones religiosas.

## Prehistoria
La arquitectura megalítica tenía en cuenta estos criterios, e incluso se interpreta alguno de sus más destacados ejemplos (Stonehenge) como mecanismos de observación y predicción de los movimientos del sol, la luna y las estrellas.

## Egipto

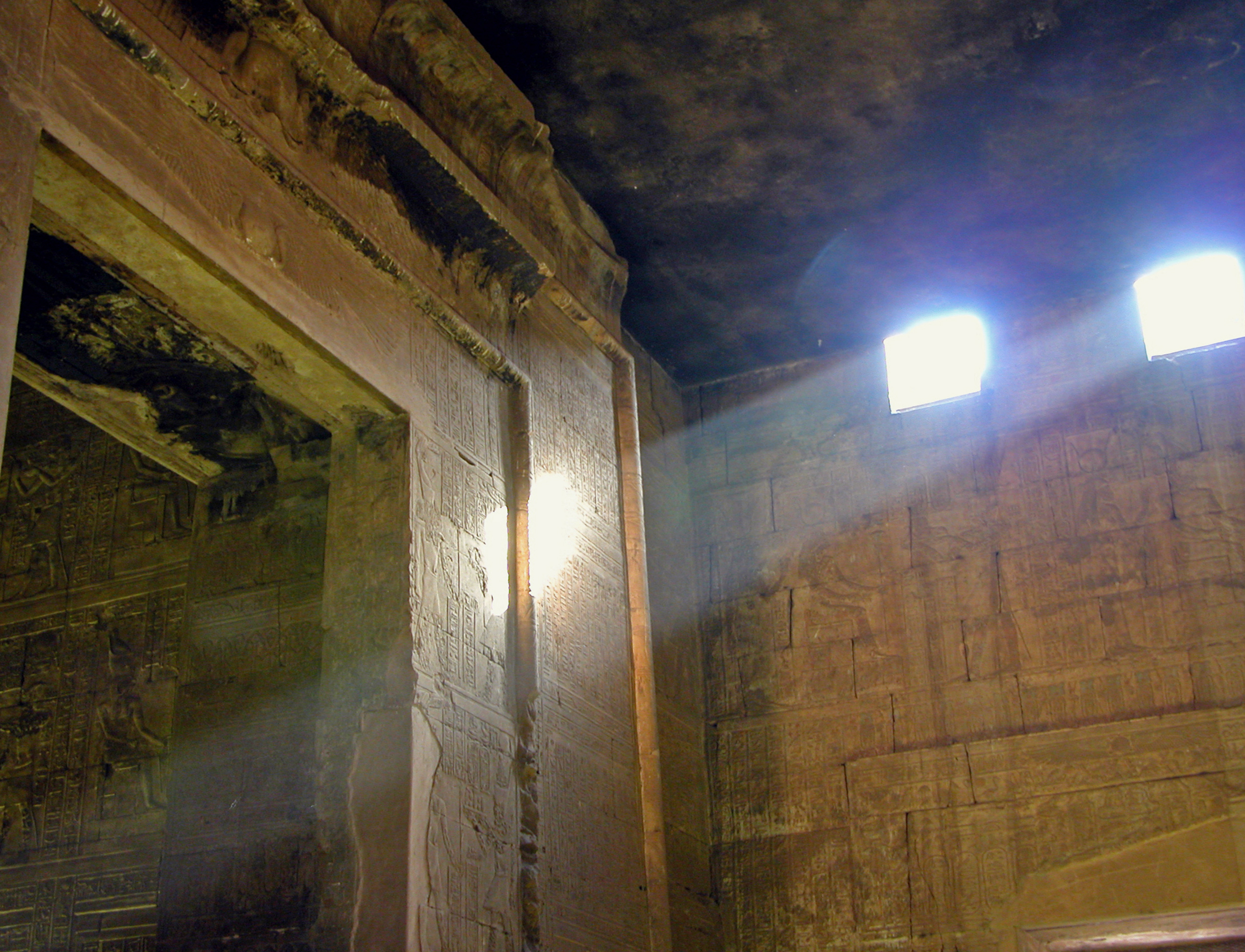
Templo de Horus en Edfu.

La arquitectura egipcia, desde la época predinástica, responde a una cosmovisión astronómica, en que al Oeste (donde muere el sol diariamente) está la ultratumba o mundo de los muertos. Las tumbas estaban orientadas en función del cuerpo de los difuntos, con la cabeza mirando al oeste. En los templos egipcios, el lugar elegido y su orientación eran fundamentales para su construcción. Se construían sobre un eje orientado de Este a Oeste, lo que hacía que el sol saliera por el lugar más sagrado (la cámara del dios) y se pusiera entre los pilonos de la entrada; no obstante, existen algunas excepciones, como es el caso del Templo de Luxor, puesto que la orientación podía ser más compleja e incluir otras consideraciones. El trazado Norte-Sur del Nilo hace que la orientación también se de entre sus dos orillas: las tumbas se preferían situar en el lado Oeste (Valle de los Reyes).

## Otras civilizaciones mediterráneas
Se ha observado una orientación vinculada a Venus (Astarté) en algunos templos fenicios.

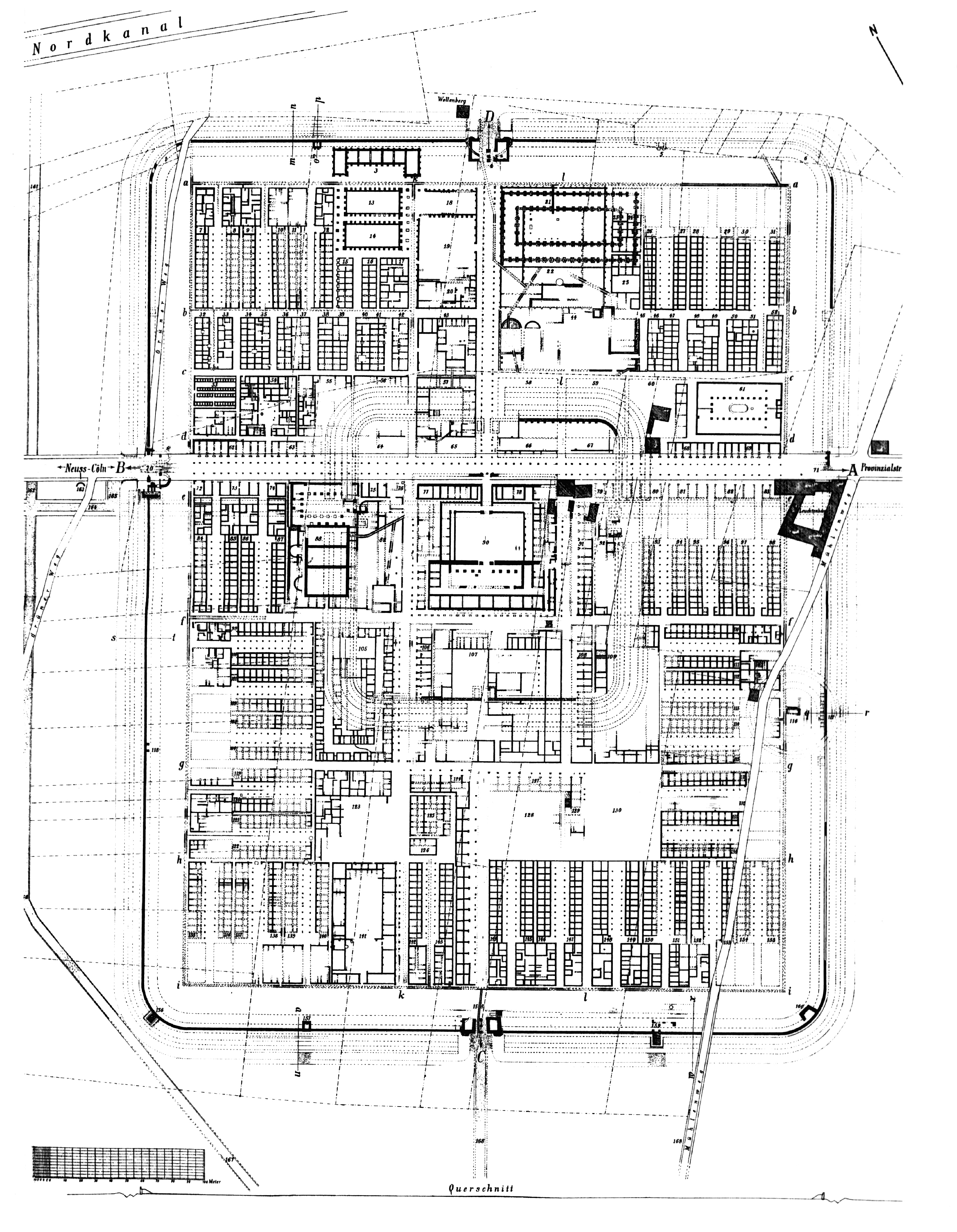
Plano de Novaesium (ciudad romana sobre un campamento, en Germania Inferior, la actual Neuss).

Vitrubio ofrece distintas soluciones de orientación para los templos romanos, aunque destaca las ventajas de la orientación que tenga en cuenta la salida del sol:

La orientación de los templos de los dioses inmortales debe establecerse de la siguiente forma: si no hay ningún obstáculo y si se presenta la oportunidad, la imagen sagrada, que será colocada en la cella, se orientará hacia el occidente, con el fin de que quienes se acerquen al altar para inmolar o sacrificar víctimas, miren hacia el oriente y hacia la imagen sagrada situada en el templo; así, quienes dirijan sus súplicas contemplarán al mismo tiempo el templo y el oriente y dará la impresión de que las mismas imágenes son las que contemplan a los que elevan sus súplicas y sacrifican sus víctimas, por lo que es preciso que los altares de los dioses queden orientados hacia el este. Si el lugar presentara un serio obstáculo, debe entonces cambiarse la orientación siempre que desde el templo pueda contemplarse la mayor parte de la ciudad. Si, como sucede en Egipto junto al Nilo, va a levantarse un templo junto a un río, se orientará hacia las márgenes del río. De igual modo, si van a situarse cerca de las vías públicas, levántense de modo que los viandantes puedan contemplarlo de un golpe de vista y hacer sus reverencias.
De architectura, libro IV, capítulo V.

En cuanto a las ciudades romanas (cuya planificación fue muy importante, sobre la base del campamento romano), el mismo Vitrubio recoge que su orientación preferente, siguiendo el eje Norte-Sur, debe alterarse para oponer los muros a los vientos dominantes y así evitar que transcurran longitudinalmente a las calles.

## Cristianismo

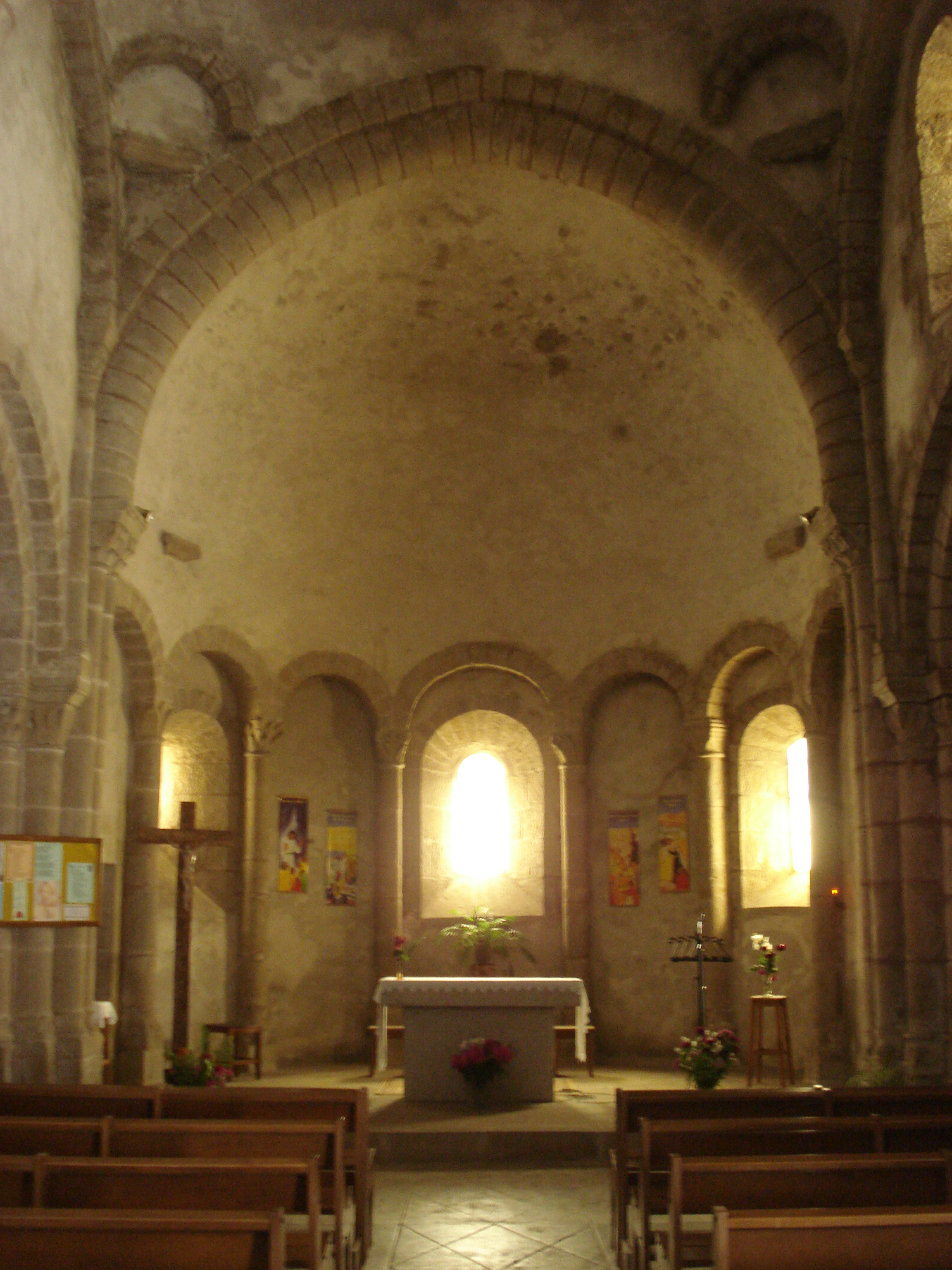
Iglesia de Prévenchères.

Desde el cristianismo primitivo, la oración litúrgica se practicó mirando hacia el este (fuera o no esa la dirección de Tierra Santa), y la orientación arquitectónica de las iglesias se hace con la cabecera hacia el Este de modo que la luz de la mañana ilumina el altar mayor en cualquier parte del mundo. Tal costumbre puede entenderse como herencia de determinadas prácticas de la religión romana (Ex Oriente Lux -"del Este viene la Luz"-), e incluso un Padre de la Iglesia como Tertuliano recoge esta posibilidad de interpretación (una continuidad sincrética de los cultos solares), aunque sea para negarla. También puede entenderse como herencia de la religión judía (la orientación de la oración y las sinagogas hacia el Este -mizrah-). En la hermenéutica bíblica no se interpreta esta dirección como la de Jerusalén, sino como la del "Sol Naciente", que desde el siglo III se identifica simbólicamente con Cristo como "Luz del mundo" o "Sol de justicia" (Malaquías 4:2, Lucas 1:78 y Juan 8:12), a quien el cristiano espera durante su vida terrena (identificada con la noche), confiando en su venida gloriosa. Las Constituciones apostólicas prescriben que las iglesias deben construirse con sus cabeceras hacia el Este. Algunos autores especularon sobre el lugar al que se dirige esa orientación: para Gregorio de Nisa es el Paraíso terrenal; para Tomás de Aquino es el lugar donde Cristo vivió y murió, que será también el lugar de donde vendrá para juzgar a la humanidad.
Destacados ejemplos de la arquitectura paleocristiana de época de Constantino el Grande presentan los ábsides en su extremo occidental: en Roma Basílica de San Juan de Letrán, San Pedro del Vaticano, San Pablo Extramuros -en su configuración original- y la Basílica de San Lorenzo Extramuros; en Oriente la Basílica de la Resurrección de Jerusalén y las basílicas de Tiro y de Antioquía. No se ha establecido con seguridad la causa de ello (podría responder a la liturgia de la época -el oficiante se disponía de cara al pueblo y no al contrario, como se estableció posteriormente-, o a otras razones). Fueron construcciones posteriores las que fijaron el modelo orientado al Este: la remodelación de San Pablo Extramuros, San Pietro in Vincoli y las basílicas de Rávena.
Esta orientación de las iglesias cristianas hacia el Este se mantuvo durante la Edad Media, y se mantiene todavía en el cristianismo oriental. En el occidental no se tiene en cuenta desde el siglo XVI (Reforma protestante y Contrarreforma católica).
En la arquitectura monástica, los claustros y las dependencias que les rodean se suelen situar en el lado sur de las iglesias, lo que determina la orientación general del conjunto. Lo mismo suele ocurrir con los claustros anejos a las catedrales y otras iglesias no monásticas.

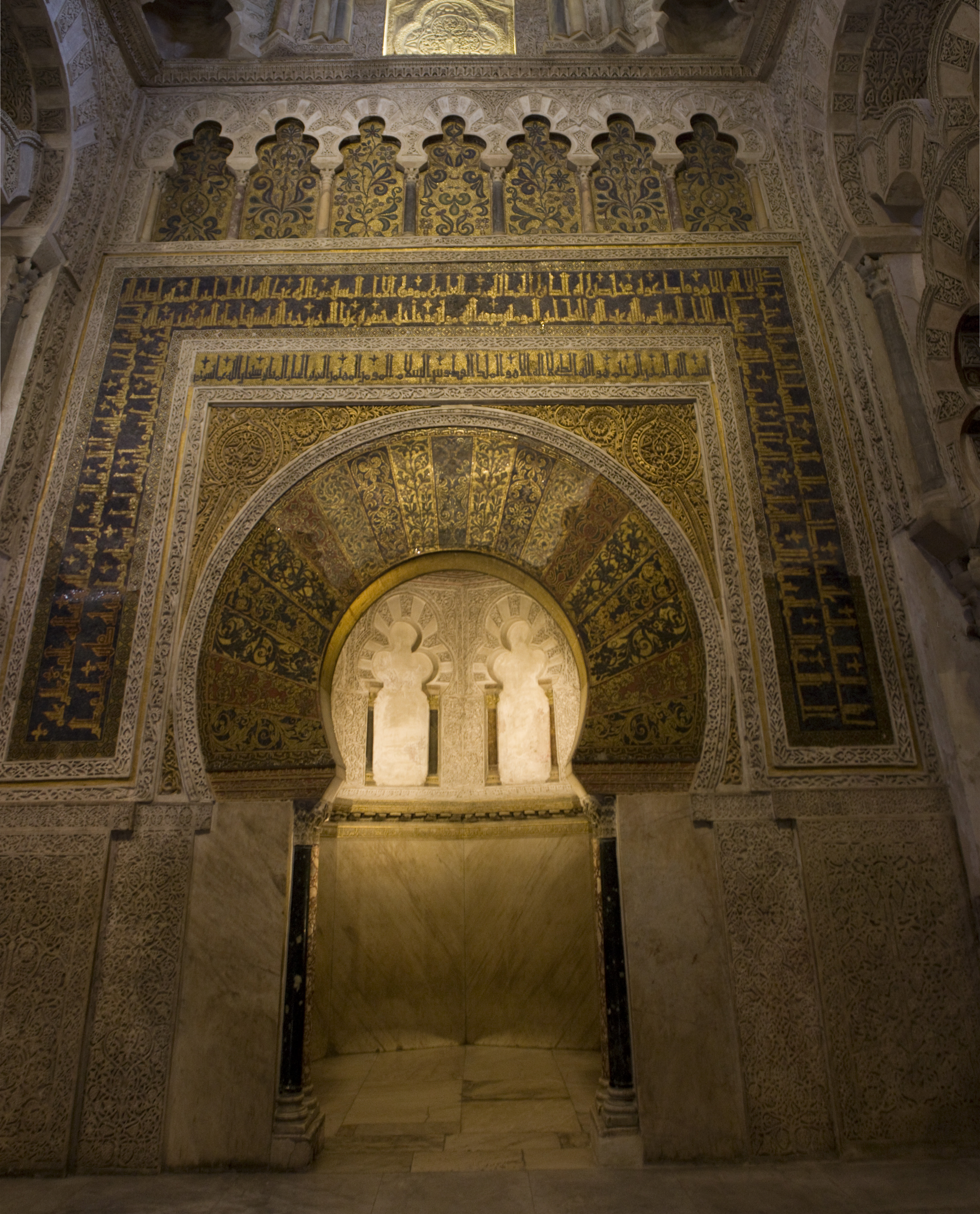
Mihrab de la Mezquita de Córdoba.

## Islam
En el islam la orientación es particularmente importante: la qibla (la dirección en la que debe hacerse el salat -oración islámica- y el muro de la sala de oraciones de las mezquitas) es la dirección hacia La Meca desde el año 624 d. C. Del 622 (año de la Hégira) al 624, la quibla se orientaba hacia Jerusalén por influencia judía.

## Civilizaciones orientales

### India
En la cosmología hinduista hay conceptos de la orientación astronómica basados en el cuadrado y el octógono, con ocho dioses guardianes. El yoni del cero, y en segundo lugar su opuesto, el del cuatro (que significan la orientación hacia el Este o el Oeste), son considerados los más favorables para un templo hindú, aunque los cálculos son mucho más sofisticados.

### China

Los ocho trigramas del Pa kua.

La disposición espacial de los palacios y templos chinos responde a los criterios propios de una cosmovisión que incluye una sofisticada orientación, sólo parcialmente astronómica.